# Miguel Hernández Sánchez
Miguel Hernández Sánchez (Madrid, 19 de fevereiro de 1970) é um ex-futebolista profissional espanhol que atuava como defensor, foi campeão olímpico.